# 長崎市営ラグビー・サッカー場
長崎市営ラグビー・サッカー場（ながさきしえいラグビー・サッカーじょう）は、長崎県長崎市にある球技場である。

## 概要
長崎市の運営する球技場で、1945年（昭和20年）8月9日に原子爆弾を投下された爆心地を囲む平和公園の「スポーツのゾーン」内に立地する。このスポーツのゾーンには、長崎県営野球場（ビッグNスタジアム）と長崎市民総合プールが隣接して設置されていて、プロムナードデッキにより結ばれている。長崎県営野球場の完成と共に現在の姿に改修された。当初フィールドはクレーであったが、後に人工芝にリニューアルされている（後述）。
また、平和公園内には他にも、長崎市営陸上競技場（スタンドなし）や、ソフトボール場などのスポーツ施設が存在する（後述）。

## 歴史
1949年（昭和24年）9月、戦災復興を目的に、一周333.3 mの長崎市営競輪場（長崎競輪場）として開場。.
1967年（昭和42年）1月限りで、競輪場移転の名目で開催を休止。だが、移転先は未定のままだった。同年4月に行われた長崎市長選挙において、競輪廃止を公約に掲げた諸谷義武が初当選。諸谷は公約に従って同年12月に長崎競輪の廃止を決定した。当施設はその跡地に建てられたものである。

### 施設概要
- 収容人数：2,500人（座席数1,500・メインスタンドのみ固定座席、他は芝生席）
- 照明設備
- 得点板
- 駐車場（地上・地下合計298台収容）

### 人工芝グラウンドへの転換
2014年の長崎がんばらんば国体に向けたスタジアム整備の一環として、ラグビー会場に当競技場が指定され、グラウンドの全面改修が実施された。国体開催に際した競技施設基準に「ラグビー場は芝生が望ましい」とされており、それまでクレーピッチ（土）として使われていた当競技場を芝生のグラウンドにすることを決めたが、天然芝の場合は芝生の養生・管理の制約ができてしまうために人工芝にした。
人工芝は長さ65 mmのロングパイルで、人工芝とアスファルトの間にクッション用のゴムチップなどを挿入している。

## 主な使用大会
- 長崎県高等学校総合体育大会（ラグビー）

これまでに日本プロサッカーリーグの公式戦開催実績はスタジアムのスペック上の都合上行われていない。これは、JリーグではJリーグクラブライセンス制度に沿って、天然芝、かつ収容人員の下限（J1・15000人、J2・10000人、J3・5000人）が設定され、それを満たすことが開催の前提になっているためである。そのためV・ファーレン長崎も同様の理由で長崎市サッカー・ラグビー場での試合は行っていない。ただし練習や下部組織の試合・イベントでは使われた事例はある。
このほか、1983年11月10日にTBSテレビの『ザ・ベストテン』放送300回を記念した番組初の公開生放送「ザ・ベストテンin長崎」が当球技場を会場に実施され、市民約15,000人が詰めかけた。

## 交通
- 長崎電気軌道平和公園電停より徒歩1分
- 長崎バス「市民プール前」／「松山町」バス停より徒歩3分
- 長崎駅より車で約10分

## 周辺施設
- 平和公園
  - 長崎県営野球場
  - 長崎市民総合プール
  - 平和祈念像
  - 平和の泉
  - 長崎の鐘
  - 折鶴の塔
  - 長崎刑務所浦上刑務支所跡
  - 長崎原爆資料館
  - 国立長崎原爆死没者平和祈念館
  - 長崎市営陸上競技場
  - 長崎市営庭球場
  - 長崎市営弓道場
  - 長崎市営ソフトボール場
- 長崎大学医学部
- 活水中学校・高等学校
- 長崎市立城山小学校
- 長崎西洋館